# Gamma Piscis Austrini
Gamma Piscis Austrini (22 Piscis Austrini) é uma estrela na direção da constelação de Piscis Austrinus. Possui uma ascensão reta de 22h 52m 31.56s e uma declinação de −32° 52′ 31.6″. Sua magnitude aparente é igual a 4.46. Considerando sua distância de 222 anos-luz em relação à Terra, sua magnitude absoluta é igual a 0.29. Pertence à classe espectral A0III.